# 斯里瓦伊昆塔姆
斯里瓦伊昆塔姆（Srivaikuntam），是印度泰米尔纳德邦Toothukudi县的一个城镇。总人口16214（2001年）。

## 人口
该地2001年总人口16214人，其中男性7832人，女性8382人；0—6岁人口1744人，其中男881人，女863人；识字率76.70%，其中男性为81.31%，女性为72.39%。